# Tallarol de garriga occidental
El tallarol de garriga occidental, més popularment conegut com a tallarol de garriga o busqueret de garriga (Curruca iberiae; syn: sylvia inornata) és una espècie d'ocell passeriforme dins de la família dels sílvids (Sylviidae).
Anteriorment es considerava coespecífic amb el tallarol de garriga oriental, però el 2020 el tallarol de garriga es va segmentar en dues espècies separades, l'occidental i l'oriental, restant aquesta darrera amb el nom específic que era propi del tàxon original (cantillans).
Aquesta espècie cria a les zones més meridionals d'Europa occidental (península ibèrica i Occitània) i al nord-oest d'Àfrica. És escàs arreu dels Països Catalans. La UICN considera que l'estat de conservació del tàxon original és de risc mínim.

## Taxonomia
El tàxon original del tallarol de garriga estava classificat en el gènere Sylvia, però el Congrés Ornitològic Internacional, en la seva llista mundial d'ocells (versió 10.2, 2020) el transferí al gènere Curruca, a la vegada que operava la segmentació de les sub-espècies occidental i oriental.
Segons el Handook of the Birds of the World i la quarta versió de la BirdLife International Checklist of the birds of the world (Desembre 2019), aquest tàxon apareix classificat encara dins del gènere Sylvia i com a sub-espècie del tàxon original (S. cantillans inornata).
Al crear-se la nova espècie, es cregué convenient substituir l'epitet inornata per iberiae.

## Descripció
Per sobre és gris fosc, la gola i el pit són rogencs i la panxa blanquinosa. Té una lleu ratlla blanca sobre l'ull, més evident en el mascle. Fa 12 cm. Nidificant estival i migrador regular. És estiuenc i es troba en bon nombre en el medi que li és adient, és a dir la muntanya mitjana mediterrània que tingui vegetació arbustiva densa i que tingui boscos, és així que no es troba al litoral, Pirineus i a les planes interiors.Únicament es reprodueix a les costes mediterrànies i a tota la península Ibèrica. En un arbust, la femella construeix el niu i, a l'abril, hi pon 3 o 4 ous que haurà d'incubar al llarg de 12 dies, el mateix temps que s'haurà d'esmerçar en l'engreix dels pollets fins que aquests aprenguin a volar. Poder fer dues cries.